# 短顎果蝠
短顎果蝠（學名：Casinycteris argynnis），哺乳綱、翼手目、狐蝠科短顎果蝠屬下的單屬種，而與短顎果蝠屬（短顎果蝠）同科的動物尚有黑冠果蝠、寬顎狐蝠、豕果蝠等之數種哺乳動物。